# 佐藤昌樹
佐藤 昌樹（さとう まさき、1962年 - ）は、日本の建築家。建築紛争コンサルタント、まちづくり活動家。株式会社エイプラス・デザイン代表取締役。一般社団法人建築トラブル相談センター代表理事。

## 略歴
- 1962年、茨城県水戸市生まれ。1980年、茨城県立水戸第一高等学校卒業。1985年に早稲田大学理工学部建築学科を卒業。
- 1985年、仙田満が率いる株式会社環境デザイン研究所入社。
- 1995年に東京で株式会社佐藤空間研究所を設立。
- 2005年に水戸事務所を開設し、社名を株式会社エイプラス・デザインへ変更。
- 2008年に国内初の建築紛争における技術的サポートを専門に行う組織である一般社団法人建築トラブル相談センター設立。
- 2015年頃から度々ベトナムに招聘され、シンポジウムやプロジェクトのスーパーバイザーとして活動。その中から特に親交のあるベトナムの設計事務所とのコラボレーションのため、３DCGや３Dムービーを扱う株式会社ＢＭＣＪＡＰＡＮを2017年に設立、主宰。

## 人物
- 全国で仕事をしてきたが、建築家は地域に密着して仕事をすべきだと考え、2005年に生まれ育った茨城県水戸市に移り住む。同時に地域のまちづくり活動に参加。
- 2006年に水戸中心市街地の大型デパートの移転による跡地利用について「泉町北地区再開発に対する提言」を発表。
- 2009年、県民創世映画『桜田門外ノ変』[1][2]製作に参加。国内最大級のオープンロケセットを設計。
- 2011年の東日本大震災をきっかけに、水戸市のグランドデザイン「こうだっぺあーだっぺそうだっぺどうだっぺ水戸」を発表。
- 2012年～2015年、水戸商工会議所の中心市街地活性化プランを考えるプロジェクトに参加。2015年に水戸市民が考える「まちなかしっかリデザイン」発表[3]
- 地域密着型の設計事務所を運営している中で、建築的なトラブル（多くは瑕疵による漏水や家の傾きなど）の相談を多く受けるようになり、いくつかの建築紛争の裁判をサポートした。
- 2009年、それをきっかけに全国からの建築紛争の相談窓口となることが出来るように、一般社団法人建築トラブル相談センターを開設。建築紛争は建築士、弁護士のタイアップを必要とするため、建築士として、弁護士をサポートし建築紛争を解決する業務を開始した。
- 2012年に建築士として初めて建築紛争や建築訴訟に関する弁護士向けの研修会を開始し、以後定期的に開催するほか、弁護士会での講演などを行っている。
- 2016年、茨城県水戸市の中心市街地再生を目指すプラットフォームである「水戸ど真ん中プロジェクト」に参加。[4]
- 2017年、芝生の広場とアリーナ、スタジオ、カフェなどから構成される施設「まちなか・スポーツ・にぎわい広場（通称・Ｍ－ＳＰＯ）」の監修・設計を担当。

## 受賞
- 住宅KKH 茨城建築文化賞 （2002年）
- 住宅SAH 茨城建築文化賞・茨城新聞社賞 （2003年）
- 住宅TDH 茨城建築文化賞 （2005年）
- 住宅GNH 日事連建築賞小規模建築部門優秀賞 （2006年）
- 茨城建築文化賞・住宅部門優秀賞 （2006年）
- 住宅NKH　茨城建築文化賞・住宅部門優秀賞 （2006年）
- 住宅TCH 茨城建築文化賞 （2009年）